# Bernard Mendy
Bernard Mendy (Évreux, 20 agosto 1981) è un allenatore di calcio ed ex calciatore francese, di ruolo difensore.

## Carriera

### Club
Cresce nelle giovanili ed esordisce tra i professionisti del Caen nel 1998. Dopo due stagioni a buon livello passa con il Paris Saint-Germain, vincendo tra l'altro la Coppa Intertoto 2001 a fine della prima stagione. Nel 2002 viene ceduto in prestito agli inglesi del Bolton Wanderers con i quali disputa 21 presenze per poi ritornare nella squadra parigina.
Dal 2003 al 2008 è stabilmente un giocatore del PSG. Con i transalpini trova la nazionale e vince 2 Coppe di Francia e una Coppa di lega francese. Totalizzerà 149 presenze nella massima serie francese, divenendo una delle bandiere del club. Vista la presenza di tante alternative al suo ruolo nell'ultima stagione inizia a trovare meno spazio e viene costretto così a trovarsi una nuova sistemazione.
Nel 2008 torna in Inghilterra, stavolta per indossare la maglia dell'Hull City alla sua prima volta in Premier League. Grazie anche al suo supporto la squadra riesce a mantenere la salvezza. Obiettivo non centrato nella stagione a seguire, motivo per il quale il giocatore si vede costretto a cambiare nuovamente casacca. A fine stagione rimane svincolato. Nel febbraio 2011 diventa un giocatore dell'Odense dopo aver passato l'inizio di stagione senza giocare. Con i danesi ottiene pochissime presenze rientrando poco nei piani dell'allenatore. Ritorna nel 2012 in Francia indossando la maglia del Brest. Non ottiene i risultati sperati e a fine stagione scende in Ligue 2.
Nel 2014 chiusa l'esperienza in patria, viene acquistato a titolo gratuito dagli indiani del Chennaiyin. Realizza la sua unica rete stagionale, in rovesciata, nella vittoria per 2-1 contro gli avversari del Kerala Blasters. Chiude il campionato al primo posto con la propria squadra, ciò nonostante non riesce a portare il titolo a casa perdendo durante i play-off. Conclusasi la breve stagione, passa all'AEL Limassol nel gennaio 2015 per continuare a giocare. Perde la finale di coppa, dopo una stagione nel complesso sotto le attese per la squadra cipriota. Ritorna con la casacca blu-bianca del Chennaiyin nel luglio successivo.

### Nazionale
Ha giocato 3 partite con la nazionale francese nel 2004. Il 20 maggio 2004 ha esordito in amichevole contro il Brasile subentrando nel 2º tempo a Marcel Desailly. Nell'agosto successivo ha poi disputato un'altra amichevole, stavolta contro la Bosnia-Erzegovina giocando tutti i 90 minuti a disposizione. In tutte le presenze con la maglia dei blues la squadra ha sempre pareggiato.

## Statistiche
| Cronologia completa delle presenze e delle reti in nazionale ― Francia | Cronologia completa delle presenze e delle reti in nazionale ― Francia | Cronologia completa delle presenze e delle reti in nazionale ― Francia | Cronologia completa delle presenze e delle reti in nazionale ― Francia | Cronologia completa delle presenze e delle reti in nazionale ― Francia | Cronologia completa delle presenze e delle reti in nazionale ― Francia | Cronologia completa delle presenze e delle reti in nazionale ― Francia | Cronologia completa delle presenze e delle reti in nazionale ― Francia |
| Data                                                                   | Città                                                                  | In casa                                                                | Risultato                                                              | Ospiti                                                                 | Competizione                                                           | Reti                                                                   | Note                                                                   |
| ---------------------------------------------------------------------- | ---------------------------------------------------------------------- | ---------------------------------------------------------------------- | ---------------------------------------------------------------------- | ---------------------------------------------------------------------- | ---------------------------------------------------------------------- | ---------------------------------------------------------------------- | ---------------------------------------------------------------------- |
| 20-5-2004                                                              | Saint-Denis                                                            | Francia                                                                | 0 – 0                                                                  | Brasile                                                                | Amichevole                                                             | -                                                                      | 46’                                                                    |
| 18-8-2004                                                              | Rennes                                                                 | Francia                                                                | 1 – 1                                                                  | Bosnia ed Erzegovina                                                   | Amichevole                                                             | -                                                                      |                                                                        |
| 4-9-2004                                                               | Saint-Denis                                                            | Francia                                                                | 0 – 0                                                                  | Israele                                                                | Qual. Mondiali 2006                                                    | -                                                                      | 57’                                                                    |
| Totale                                                                 |                                                                        | Presenze                                                               | 3                                                                      |                                                                        | Reti                                                                   | 0                                                                      |                                                                        |

## Palmarès

### Calciatore
- Coppa Intertoto: 1

Paris Saint-Germain: 2001
- Coupe de France: 2

Paris Saint-Germain: 2003-2004, 2005-2006
- Coupe de la Ligue: 1

Paris Saint-Germain: 2007-2008
- Indian Super League: 1

Chennaiyin: 2015

### Allenatore
- Coupe de France Féminine: 1

Paris Saint-Germain Féminine: 2017-2018